# Panchen lama
För den betydelsefulle tionde Panchen lama, se Chökyi Gyaltsen.

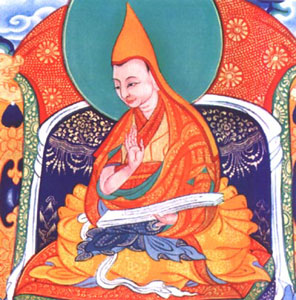
Den förste Panchen lama, Khedrup Gelek Pelzang

Panchen lama, ibland kallad Panchen Rimpoche eller Tashi lama är den näst högste ledaren i Gelug-skolan i den tibetanska buddhismen. Han har sitt säte i palatset Trashilhünpo i Shigatse.

## Ursprung
Panchen lama betraktas av tibetanska buddhister som en inkarnation av Amitabha Buddha, och ämbetet instiftades på 1600-talet av den femte Dalai lama. Ordet Panchen är en sammansättning av ett ord på sanskrit; pandita som betyder 'lärd', och ett ord på tibetanska; chenpo som betyder 'stor'. Panchen lama är den som bär ansvaret för att finna den reinkarnerade Dalai lama och vice versa, efter föregångarens död.

## Utländsk inblandning
Många främmande makter har försökt använda Panchen lama-institutionen för att öka sitt inflytande i Tibet. I slutet på 1700-talet upprättade britterna nära relationer med Panchen lama i Shigatse, och gjorde flera officiella besök hos honom.
År 1924 uppstod en schism mellan den trettonde Dalai lama och den nionde Panchen lama, som tvingades fly från Shigatse. Kinesiska myndigheter försökte utnyttja splittringen och gav Panchen lama en fristad i Kina. Sedan dess har Panchen lama och dennes ämbetsmän intagit en mer "prokinesisk" hållning. När den nionde Panchen lama avled försökte kinesiska myndigheter styra valet av efterföljare och sanktionerade Chökyi Gyaltsen, som inte godkänts av de tibetanska myndigheterna i Lhasa. Inte förrän Kina invaderat Tibet 1951 tvingades den fjortonde Dalai lama att erkänna valet av den nye Panchen lama.
Den fjortonde Dalai lama erkände 14 maj 1995 Gedhun Chökyi Nyima som den elfte reinkarnationen av Panchen lama. Den kinesiska regeringens ståndpunkt är emellertid att det alltid varit de som kontrollerat Tibet – först genom mongoler, senare manchuer och tibetaner, och nu kineser – och därmed också de som har rätten att utse de högsta lamorna. Kina utsåg därför snabbt ett annat barn istället, Gyaltsen Norbu, till den elfte Panchen lama. Som ett led i detta sattes den blott sexåriga och av Dalai lama erkända Gedhun Chökyi Nyima i ett så kallat "skyddshäkte" – i praktiken ett fängelse – och det är okänt om han fortfarande är vid liv, och var han i så fall befinner sig.

## Panchen lama genom tiderna
1. Khedrup Gelek Pelzang, 1385–1438
2. Sönam Choklang, 1439–1504
3. Ensapa Lobsang Döndrup, 1505–1564
4. Lobsang Chökyi Gyaltsen, 1570–1662 (den förste som bar titeln under sin livstid)
5. Lobsang Yeshe, 1663–1737
6. Lobsang Palden Yeshe, 1738–1780
7. Tenpe Nyima, 1781/1782–1854
8. Tenpe Wangchuk, 1855–1882
9. Thubten Chökyi Nyima, 1883–1937
10. Chökyi Gyaltsen, 1938–1989
11. Gedhun Chökyi Nyima, 1989- (utsedd av den fjortonde Dalai lama; okänt var han befinner sig)
Gyaltsen Norbu, 1990- (utsedd av den kinesiska regeringen, omtvistad)